# Alliance (Ohio)
Alliance è una città degli Stati Uniti d'America, situata nello Stato dell'Ohio, nella contea di Stark e in una piccola porzione nella contea di Mahoning.

## Cultura
Alliance è nota per aver dato in natali al del power trio Morly Grey, noto per aver pubblicato nel 1972 l'album The Only Truth, diventato con il tempo oggetto di culto da parte degli appassionati del rock psichedelico e del progressive..

## Istruzione
- Università di Mount Union